# حزب أولستر الاتحادي
يتألف حزب أولستر الاتحادي من طبقة البروتستانت العاملة، وهو أحد فروع الاتحادية في أولستر في أيرلندا الشمالية. يدعم أعضاء هذا الحزب استمرار وجود أيرلندا الشمالية داخل المملكة المتحدة، ويعارضون توحيد أيرلندا. يعتبر حزب أولستر الوحدوي حزبًا قوميًا عرقيًا، يتألف من بروتستانت أولستر، ويختلف عن القومية البريطانية. يبدي أفراد حزب أولستر الوحدوي ولائهم للنظام الملكي البريطاني البروتستانتي وليس للحكومة أو المؤسسات، تدافع بريطانيا في المقابل عن مصالحهم.
ظهر حزب أولستر الوحدوي في أواخر القرن التاسع عشر، تشكل كرد فعل على حركة الحكم الداخلي الأيرلندية وازدياد القومية الأيرلندية. ترغب الأغلبية الكاثوليكية في أيرلندا بتطبيق الحكم الذاتي، ولكن تمتلك مقاطعة أولستر أغلبية بروتستانتية وحدوية. امتدت أزمة الحكم الذاتي منذ عام 1912 وحتى 1914، شكل خلالها حزب أولستر الوحدوي مجموعة عسكرية من المتطوعين، تهدف إلى منع ضم أولستر إلى أيرلندا ذاتية الحكم. اندلعت بعدها حرب الاستقلال الأيرلندية (1919-1921)، وقسمت أيرلندا إلى جزئين، شكل الجزء الأول دولة مستقلة وضم معظم أيرلندا، بينما تبعت منطقة أولستر إلى المملكة المتحدة، وشكلت إقليمًا مستقلًا في أيرلندا الشمالية. اندلع العنف الطائفي بين الموالين للاتحادية والقوميين الأيرلنديين في بلفاست، وهاجم الموالون الأقلية الكاثوليكية انتقاما من النشاط الجمهوري الأيرلندي.
اتُهمت الحكومات الوحدوية في أيرلندا الشمالية بالتمييز ضد الكاثوليك والقوميين الأيرلنديين. عارض الموالون حركة الحقوق المدنية الكاثوليكية واتهموها بأنها جبهة جمهورية. أدت هذه النزاعات إلى اندلاع الأزمة (1969-1998). هاجمت المجموعات الوحدوية العسكرية، مثل قوة أولستر المتطوعين، وجمعية الدفاع عن أولستر، الكاثوليك ردًا على الإجراءات الجمهورية العسكرية. شكل الموالون الوحدويون حملات احتجاجية كبيرة ضد اتفاقية سونينغدل لعام 1973، واتفاقية انجلو الأيرلندية عام 1985. دعت الجماعات العسكرية إلى وقف إطلاق النار في عام 1994، وشارك ممثلوها في التفاوض على اتفاقية الجمعة العظيمة لعام 1998. شارك الموالون في الاحتجاجات ودافعوا عن هويتهم الثقافية في مواجهة التهديدات التي تطالها. هاجمت المجموعات الوحدوية العسكرية الكاثوليك، وشاركت في نزاعات الموالين، وسحبت دعمها للاتفاقية، على الرغم من عدم استئناف حملاتها.
تنظم المجموعات البروتستانتية الوحدوية فرق ومسيرات متنوعة بشكل تقليدي في شمال أيرلندا. تنظم المئات من هذه الفرق الموسيقية بشكل سنوي. تضرم النيران في الهواء الطلق في الليلة الحادية عشرة (11 يوليو) من كل سنة، وتنظم المسيرات في اليوم الثاني عشر (12 يوليو).

## التاريخ
استخدم مصطلح الموالين لأول مرة في السياسة الأيرلندية في تسعينيات القرن التاسع عشر، أشار حينها إلى البروتستانت الذين عارضوا التحرر الكاثوليكي واستقلال أيرلندا عن بريطانيا العظمى.
ظهر حزب أولستر الوحدوي في أواخر القرن التاسع عشر، كان ظهوره ردًا على حركة الحكم الذاتي الأيرلندي وسيادة القومية الأيرلندية. كانت أيرلندا جزءًا من المملكة المتحدة في ذلك الوقت. شكل الكاثوليك الأغلبية العظمى في أيرلندا، وطالبوا بتطبيق الحكم الداخلي، ضمت مقاطعة أولستر الشمالية أغلبية بروتستانتية، الذين تمسكوا في الحفاظ على اتحاد وثيق مع بريطانيا على شكل تقليد سياسي يسمى الاتحاد. كانت أولستر الشرقية مقاطعة صناعية وقد اعتمدت على التجارة مع بريطانيا أكثر من معظم أجزاء أيرلندا الأخرى. لم يكن جميع الوحدويون بروتستانت أو من أولستر، ولكن شدد جميع الموالين على تراث أولستر البروتستانتي. بدأ حزب أولستر الوحدوي كحركة لتقرير مصير بروتستانت أولستر، الذين رفضوا ضمهم إلى أيرلندا حيث يطبق الحكم الداخلي ويهيمن عليها القوميون الأيرلنديون الكاثوليك.

### أزمة الحكم والتقسيم
أدى تقديم الحكومة البريطانية لمشروع قانون الحكم الداخلي الثالث في عام 1912 إلى اندلاع أزمة الحكم. وقع الموالون للاتحادية في أولستر على ميثاق أولستر، وتعهدوا بمعارضة الحكم الداخلي الأيرلندي بأي وسيلة. أسسوا قوة عسكرية كبيرة ضمت العديد من المتطوعين من أولستر، وهددوا بمقاومة سلطة أي حكومة أيرلندية على أولستر. استطاع متطوعو أولستر تأمين آلاف البنادق وطلقات الذخيرة وتهريبها من الإمبراطورية الألمانية إلى مدينة أولستر. رد القوميون الأيرلنديون وشكلوا مجموعة من المتطوعين لدعم تنفيذ الحكم الداخلي. تأجل تطبيق الحكم الداخلي بسبب اندلاع الحرب العالمية الأولى في عام 1914. قاتل كل من الموالين والقوميين في الحرب، انضم العديد من متطوعي أولستر إلى الفرقة السادسة والثلاثين (أولستر).
أراد معظم القوميين الأيرلنديين الاستقلال الكامل بحلول نهاية الحرب، أعلن الجمهوريون الأيرلنديون جمهورية إيرلندية بعد فوزهم بمعظم المقاعد الأيرلندية في الانتخابات العامة لعام 1918، ما أدى إلى اندلاع حرب الاستقلال الأيرلندية بين الجيش الجمهوري الأيرلندي والقوات البريطانية. أقر البرلمان البريطاني مشروع قانون الحكم الداخلي الرابع في عام 1920. قسم هذا القانون أيرلندا إلى نظامين سياسيين يتمتعان بالحكم الداخلي داخل المملكة المتحدة: أيرلندا الشمالية ذات الأغلبية البروتستانتية، وأيرلندا الجنوبية ذات الأغلبية الكاثوليكية. امتدت فترة التقسيم من عام 1920 وحتى عام 1922، وشهدت الكثير من أعمال العنف. شهدت بلفاست عنفًا طائفيًا وحشيًا وغير مسبوق، خاصةً بين الموالين البروتستانت والمدنيين القوميين الكاثوليك. هاجم الموالون الأقلية الكاثوليكية انتقاما لأعمال الجيش الجمهوري الإيرلندي. طُرد الآلاف من الكاثوليك والبروتستانت غير الموالين من وظائفهم، وشهدت ليزبورن وبانبيردج حرائق جماعية للمنازل والشركات الكاثوليكية. قُتل أكثر من 500 شخص في أيرلندا الشمالية أثناء التقسيم، وشرد أكثر من 10000 لاجئ، معظمهم من الكاثوليك.
كان حوالي 33.5% من سكان أيرلندا الشمالية من الروم الكاثوليك في عام 1926، بلغت نسبة الطوائف البروتستانتية الرئيسية حوالي 62.2%، وتوزعت على الشكل التالي (المشيخية 31.3%، والكنيسة الأيرلندية 27%، والميثودية 3.9%).

### النزاعات
اتُهمت الحكومات الوحدوية في أيرلندا الشمالية بالتمييز ضد الأقلية الكاثوليكية والقومية الأيرلندية. انطلقت حملة سلمية لإنهاء التمييز في أواخر الستينيات. عارض الموالون حملة الحقوق المدنية، واتهموها بأنها جبهة جمهورية. قاد حملة المعارضة في المقام الأول إيان بيزلي. نظم الموالون احتجاجات مضادة، وهاجموا مسيرات الحقوق المدنية، وضغطوا على الوحدويين المعتدلين. نفذ المسلحون الموالون تفجيرات كاذبة ونسبوها إلى الجمهوريين ونشطاء الحقوق المدنية. أدت هذه الاضطرابات إلى اندلاع أعمال الشغب في أغسطس 1969. اشتبك القوميون (الجمهوريون) الأيرلنديون مع كل من الشرطة والموالين، الذين أحرقوا مئات المنازل والشركات الكاثوليكية. أدت أعمال الشغب إلى انتشار القوات البريطانية وبدء مرحلة النزاعات.
شهدت بداية النزاعات عودة الجماعات العسكرية الموالية، ولا سيما قوة ألستر المتطوعين، ورابطة الدفاع عن أولستر. كانت أهدافهم المعلنة هي الدفاع عن المناطق البروتستانتية، ومحاربة أعداء أولستر (الجمهوريين)، وإحباط أي خطوة نحو الوحدة الأيرلندية. شن الجيش الجمهوري الأيرلندي المؤقت حملة عسكرية لإجبار البريطانيين على الانسحاب من أيرلندا الشمالية. هاجمت الجماعات العسكرية الموالية المجتمع الكاثوليكي انتقامًا لأعمال الجيش الجمهوري الإيرلندي، كان معظم الضحايا من المدنيين الكاثوليك العشوائيين. شهدت الاضطرابات الكثير من الأحداث، تواطأ بعض الجنود البريطانيين المحليين والشرطة مع القوات العسكرية الموالية، مثل الهجمات التي شنتها مجموعة غلينان.
وقعت اتفاقية سونينغدل في عام 1973، وسعت إلى إنهاء الصراع من خلال إنشاء حكومة مشتركة، وتقاسم السلطة بين الموالين للاتحادية والقوميين الأيرلنديين، وضمان تعاون أكبر مع جمهورية أيرلندا.  نظم الموالون إضرابًا لمجلس أعمال أولستر في مايو 1974، وفجروا سلسلة من السيارات المفخخة في دبلن وموناغان في الجمهورية. أدت هذه التفجيرات إلى مقتل 34 مدنيًا، ما جعله الهجوم الأكثر دموية خلال فترة النزاعات. أدت النزاعات إلى إلغاء الاتفاق وحكومة تقاسم السلطة.